# 共轭物理量
共轭物理量(Conjugate variables)指在量子力学中其算符不对易的物理量。它的概念来自于哈密顿力学，其中共轭动量表述为拉格朗日函数对广义速度的偏微分：
{\displaystyle p_{j}={\partial L \over \partial {\dot {q}}_{j}}}
在量子力学中，物理量A和B共轭的定义为，其算符不满足对易关系：
{\displaystyle \left[{\hat {A}},{\hat {B}}\right]\neq 0}
它们的一个重要特性是存在不确定关系：
{\displaystyle \Delta _{\psi }A\,\Delta _{\psi }B\geq {\frac {1}{2}}\left|\left\langle \left[{A},{B}\right]\right\rangle _{\psi }\right|}
最经典的共轭物理量包括位置/动量、时间/能量等。